# Введенский, Дмитрий Алексеевич
Дмитрий Алексеевич Введенский (3 января 1887, Москва — 11 сентября 1956, Ташкент) — русский и советский врач-уролог; профессор (1933), доктор медицинских наук (1942), Заслуженный деятель науки Узбекской ССР (1947). Автор более 40 научных работ.

## Биография
Родился 3 января 1887 года[по какому календарю?] в Москве, сын хирурга А. А. Введенского.
В Томске, где тогда жила семья, Дмитрий окончил мужскую гимназию и поступил на медицинский факультет Московского университета. Вёл активную жизнь, был эсером, участвовал в студенческих забастовках, из-за чего доучивался в Берлине. Сдал экзамены на лекаря в Московском университете и получил звание уездного врача в 1912 году. В конце этого же года был мобилизован в армию и служил врачом Ивангородской крепостной артиллерии. Демобилизовавшись в конце 1913 года, работал в Брест-Литовске. Здесь он на деньги отца открыл собственный кабинет и стал заниматься урологией.
С началом Первой мировой войны, Введенский в августе 1914 года был мобилизован и сразу послан на фронт. За участие в военных действиях был награждён пятью орденами — Св. Владимира 4-й степени, Св. Станислава 3-й и 2-й степеней и Св. Анны с мечами и бантами 3-й и 2-й степеней. Поскольку он знал французский язык, в апреле 1916 года в составе русского экспедиционного корпуса был послан во Францию, служил в 5-м особом пехотном полку (с июля 1917 года — старший врач полка). За время службы во Франции был удостоен французских наград. Ранений не имел, но дважды был отравлен газом. С 1917 по 1919 годы служил рядовым пулемётчиком, затем ефрейтором во Франции и в Солониках в составе Русского Легиона Чести, сформированного из частей российской царской армии, оставшихся верными присяге. В Русском Легионе Чести Д.А.Введенский познакомился с Р.Я.Малиновским, будущим маршалом. Был награжден Орденом Почетного Легиона, тремя французскими военными крестами
В 1919 году через Владивосток вернулся в Советскую Россию и приехал в Томск. В 1920 году перевёлся в военный госпиталь в Ташкент. Здесь стал заниматься наукой — был ассистентом кафедры урологии медицинского факультета Туркестанского университета (1924—1931); доцент в 1931—1933 годах, профессор кафедры урологии Ташкентского медицинского института с 1933 года.
Во время Великой Отечественной войны просился добровольцем на фронт и не сразу, но попал туда. Служил начальником группы медусиления на 1-м Украинском фронте, дошёл до Берлина, стал подполковником. После войны продолжил работу в Ташкентском медицинском институте. Был первым председателем урологического общества Узбекской ССР.
Умер от инфаркта 11 сентября 1956 года в Ташкенте. Похоронен на Боткинском кладбище Ташкента. Был награжден орденом Ленина,  орденом Красного Знамени и медалями.
Жена — Вера Андреевна Каллистова  (род. 1900).
Дочь — Никита (Наталья-Никита) Дмитриевна Введенская (1930, Ташкент—2022, Москва), математик, доктор физико-математических наук (2001).